# Jim il minatore
Jim il minatore è un film muto del 1921 diretto da Jacques Jaccard. La sceneggiatura di George C. Hull si basa su Bruvver Jim's Baby, romanzo di Philip Verrill Mighels pubblicato a New York nel 1904. Prodotto da Carl Laemmle per la Universal Film Manufacturing Company, aveva come interpreti Harry Carey e Carol Holloway.

## Trama

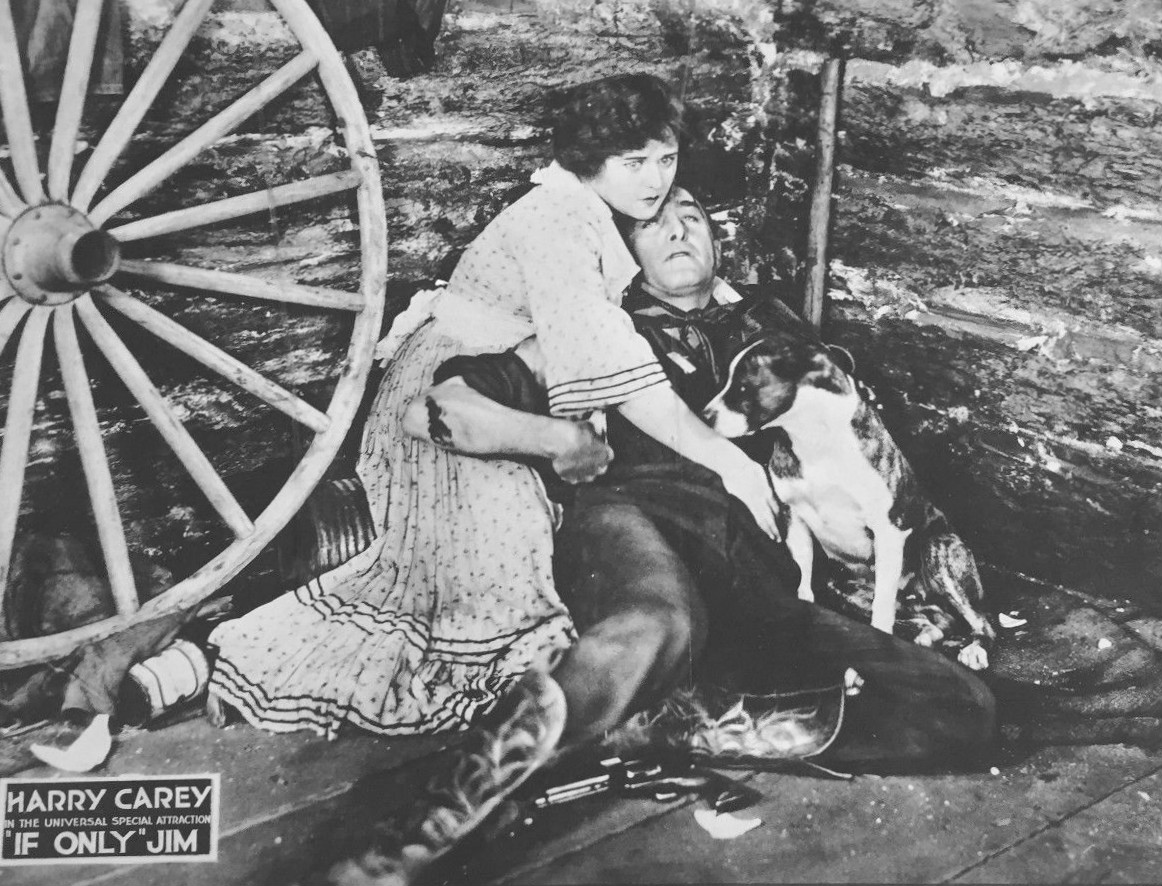
Harry Carey, Carol Holloway, Pal the Dog

Jim Golden, un cercatore d'oro innamorato di miss Dot, l'addetta alle poste, non è tenuto in grande considerazione ed è reputato un buono a nulla. Quando trova un bambino abbandonato dagli indiani, Jim lo adotta e ricomincia a lavorare alla sua concessione. Parky, un imbroglione, scopre che è riuscito a trovare l'oro; così, quando il bambino si ammala e Jim è costretto ad andare a cercare il medico, Parky si impossessa della concessione. Jim si rivelerà allora ben più che un incapace: sconfiggerà la banda in uno scontro a fuoco, salverà miss Dot da Parky e, alla fine, conquistata la sua bella, la porterà all'altare.

## Produzione
Il film fu prodotto dalla Universal Film Manufacturing Company.

## Distribuzione
Il copyright del film, richiesto dalla Universal, fu registrato il 18 febbraio 1921 con il numero LP16167.

Distribuito dalla Universal Film Manufacturing Company e presentato da Carl Laemmle, il film uscì nelle sale statunitensi nel 1920.

In Italia, distribuito dalla Universal con il titolo Jim il minatore, ottenne nel giugno 1923 il visto di censura numero 18429.
Non si conoscono copie ancora esistenti della pellicola che viene considerata presumibilmente perduta.